# Journal encyclopédique
Le Journal encyclopédique ou universel est un périodique de langue française fondé par Pierre Rousseau le 1er janvier 1756. Édité à Liège puis à Bouillon, il est absorbé par L’Esprit des journaux en décembre 1793 après avoir publié 788 numéros.

## Historique

### Liège (1756-1759)
Jusqu'alors auteur dramatique, romancier et journaliste, Pierre Rousseau fonde le Journal encyclopédique à Liège en 1756. Cette publication périodique est destinée à vulgariser les idées des Encyclopédistes et, par son prix modique, à toucher un auditoire plus étendu et plus modeste que celui des acheteurs des volumes onéreux.
Soucieux de ne pas s'installer en France, où il serait en butte à la censure royale, Pierre Rousseau obtient de Charles-Théodore de Bavière, dont il est le correspondant littéraire à Paris, une recommandation auprès de Maximilien-Henri de Horion, premier conseiller du prince-évêque de Liège, Jean-Théodore de Bavière. Celui-ci gratifie Rousseau d'un privilège exclusif de publication, et accepte la dédicace en tête du premier numéro.

#### Réaction du clergé
Le contenu du Journal encyclopédique ne tarde pas à lui valoir l'opposition du clergé liégeois, qui se heurte cependant à la protection accordée au périodique par Horion.
Une virulente campagne de presse est déclenchée, notamment dans la Gazette Ecclésiastique et la Gazette d’Utrecht, faisant état d'une lettre de Rome — en fait inexistante — annonçant une mise à l’Index. La Faculté de théologie de Louvain met en cause l'orthodoxie du Journal.
Tirant profit de la mort d'Horion en 1759, le Synode réclame une nouvelle fois la suppression du Journal, mais le prince-évêque refuse, se bornant à nommer un censeur. Mais, harcelé par les réclamations, Jean-Théodore de Bavière, de guerre lasse, révoque en août 1759 le privilège qu'il avait accordé au Journal encyclopédique, condamnant une publication qui « adopte les principes les plus absurdes tendant à renverser l'Église et l'État et à porter la corruption la plus infâme dans les mœurs. »
Forcé de quitter Liège, Rousseau cherche d'abord refuge à Bruxelles, avec la protection de Charles de Lorraine, gouverneur des Pays-Bas autrichiens, et de son ministre plénipotentiaire Charles de Cobenzl. Il se heurte néanmoins à l'opposition de l'impératrice Marie-Thérèse, qui cède aux pressions de Giovanni Carlo Molinari, nonce apostolique à Bruxelles,.

### Bouillon (1759-1793)
Pierre Rousseau trouve cependant asile à Bouillon, capitale d'une minuscule duché où règnent les ducs d'Auvergne. Le duc régnant, Charles-Godefroy de La Tour d'Auvergne, qui correspondait avec Voltaire lui accorde un privilège pour 30 ans. L'impression du Journal encyclopédique s'y poursuit jusqu'en 1793, date à laquelle il fusionne avec L'Esprit des journaux. Les abonnés de Liège continuent à être servis,.
En 1769, Pierre Rousseau fonde la Société typographique de Bouillon, qui publie Voltaire, Diderot, Linguet, Marc-Aurèle et Mirabeau. Elle emploie douze presses, huit pour ses publications, quatre pour le Journal encyclopédique et les autres journaux de Rousseau : le Journal de jurisprudence, la Gazette salutaire, le Journal politique, la Gazette des gazettes,.

## Collaborateurs
Les 28 premières livraisons du Journal encyclopédique sont rédigés par Pierre Rousseau seul. Il est ensuite secondé par un certain abbé Prévost de La Caussade, puis quelque temps seulement par l'abbé Claude Yvon, qui avait été l'un des rédacteurs de l'Encyclopédie.
Après l'installation à Bouillon, l'équipe permanente s'étoffe. En font partie les compatriotes toulousains de Rousseau Jean et Jean-Louis Castilhon, Jean-Louis Carra, recommandé par Voltaire, Jean-Baptiste-René Robinet et Frédéric-Emmanuel Grunwald,,. Ce dernier dirige également la Gazette salutaire, journal d'agriculture, fondé par Rousseau en décembre 1760,.
Nombreux sont les contributeurs occasionnels qui envoient des articles : Voltaire, d'Alembert, Marmontel, Naigeon, Deleyre, Mehegan, Cubières. Formey et Mérian sont correspondants en Prusse, le pasteur Jean Deschamps correspondant à Londres. Jacques Renéaume de La Tache collabore également parfois au Journal encyclopédique, mais son activité principale est la rédaction de la Gazette des gazettes, autre journal fondé par Rousseau en 1764.
Après la mort de Pierre Rousseau, le 10 novembre 1785, le Journal encyclopédique est dirigé par son beau-frère et associé, Charles Auguste Guillaume Weissenbruch jusqu'à décembre 1793 et la fusion avec L'Esprit des journaux.

## Ligne éditoriale
L'objet du journal est « rassembler, chaque quinze jours, tout ce qui se passe en Europe de plus intéressant dans les sciences et les arts. »
L'intention de Pierre Rousseau est de donner aux idées développées dans l'Encyclopédie une diffusion la plus étendue possible, d’établir une « heureuse circulation » des idées et de « former le goût en donnant les moyens d’apprécier les productions de l’esprit. » Il revendique la modernité de son siècle : « La prévention outrée que nous avons pour les Anciens, la crainte de ne pas les égaler, l’éclat de leur réputation, tout cela arrête l’essor de l’esprit et de l’imagination. Qu’on les oublie un moment et qu’on se livre à ce beau feu de génie qui élève l’homme au-dessus de lui-même et de tout ce qui l’environne »
Le plan de chaque livraison est invariable : d'abord une partie critique qui analyse les livres nouveaux, puis Variétés, annonces d'ouvrages, anecdotes, nouvelles politiques, faits curieux. Ceux qui reprochent une « extrême monotonie » de style reconnaissent la qualité du choix des ouvrages recensés, des analyses fidèles et des critiques impersonnelles. « Qu'on le compare à d'autres recueils du temps, on ne l'estimera inférieur à aucun et supérieur à beaucoup »
De nombreux articles adoptent la forme de « Réponse à... », laissant se développer une culture du débat. Ainsi les partisans et les adversaires de la théorie du magnétisme animal ou de l'Inoculation s'expriment-ils tour à tour.
Le Journal encyclopédique devient ainsi le premier périodique d'Europe, mêlant philosophie, histoire, poésie, littérature— y compris la littérature étrangère —, sciences, art, théologie, économie politique, récits de voyage, droit et législation, et reproduisant de nombreux articles de l'Encyclopédie,, même si parfois il n'hésite pas à s'y opposer. Il fait cependant place à des faits divers à la crédibilité parfois douteuse, dont le lectorat semble friand.
Le Journal encyclopédique adopte une « stratégie conciliatoire » dans les virulents débats entre philosophes et anti-philosophes, et « garde toujours une juste mesure. » Il a été qualifié de « journal officiel de la secte encyclopédique, organe attitré de Voltaire, à chaque ligne on y sent son inspiration, le fanatisme en moins. Il a les mêmes doctrines, les mêmes aspirations. [Mais] Comme Voltaire, il se sépare des extrêmes du parti ; comme lui il proteste contre les exagérations d'Helvétius et  d'Holbach. » En résumé, il est « hardi, prudent et reservé »
Cette ligne médiane s'applique aussi aux textes du même Voltaire. En avril 1756 paraît le Poème sur le désastre de Lisbonne, mais dans une version réduite, précédée d’une référence à l'« admirable Essai sur l’Homme de Pope », pour qui « le désordre qu’on croit apercevoir dans l’Univers, est une harmonie dont les ressorts échappent à notre pénétration ». Les coupures opérées dans le texte sont justifiées par le fait que le « Philosophe moderne — le plus grand Poète que nous ayons — « s’élève avec force contre ce système, quelquefois au-delà des bornes que l’homme Chrétien doit se prescrire. Nous allons rapporter ce Poème avec quelques réticences qui nous ont paru indispensables. » 
Cependant, le Journal encyclopédique n'échappe pas à la polémique. Fréron le qualifie, dans son Année littéraire, d'« ouvrage qu’une certaine tourbe de littérateurs malheureux a choisi pour satisfaire ses petites aversions clandestines, & pour imprimer ses sottises anonymes. » Voltaire répond en défendant le « premier des cent soixante-treize Journaux qui paraissent tous les mois en Europe. »
Joseph de La Porte relève l’impartialité et l’honnêteté qui présidaient à la critique de Rousseau qui « rend justice aux grands talents sans avilir les médiocres, et quand il faut relever des défauts, il le fait avec cette modération, ces égards qui adoucissent la critique ». Tandis que la Correspondance littéraire écrit que « le journaliste qui prêche l'union et l'honnêteté est M. Pierre Rousseau, l'auteur ou plutôt le fermier du Journal Encyclopédique ».

## Rayonnement
Le Journal encyclopédique publie deux numéros par mois, puis trois à partir du 30 janvier 1791, soit un total de 788 numéros.
La censure dans le Duché de Bouillon est purement formelle, celle en France, à quelques exceptions près, est bienveillante.
La diffusion est européenne, les abonnements sont libellés en plusieurs monnaies : « La souscription est de 20 fl. de Liège, & le port de 5 florins pour les Souscripteurs qui voudront le recevoir par la Poste dans les districts du généralat des Postes Impériales. En France, ainsi que dans les armées Françoises, il en coûtera 24 l. pour la Souscription & 9 l. 12 s. pour le port des 24 volumes. Comme les espèces varient extrêmement dans toute l'Allemagne, on ne les recevra qu'au cours de cette Ville ; le Louis d'or de France à 19 fl. 5 s. la Caroline à 19 fl. 10 s. [l]a Pistole vieille à 15 fl. 10 s. le Ducat à 8 fl. 10 s. &c. »
Certains des souscripteurs sont célèbres, comme Voltaire, Madame de Pompadour, le cardinal Tencin, Charles de Cobenzl, le cardinal Valenti, secrétaire d'État du pape, ce dernier sans doute pour vérifier l'orthodoxie du contenu. D'autres sont des associations de lecture provinciales qui souscrivent un abonnement pour l'ensemble de leurs adhérents. Des souscriptions proviennent de Saint-Pétersbourg, de Naples ou de Brescia.
Le tirage initial est de 1 200 exemplaires, et semble se stabiliser autour de 2 000,, avec des abonnés dont la dominante est, non plus religieuse, mais éthico-économique. Le succès de la publication permet à Pierre Rousseau d'acheter, en 1757, une presse pour imprimer lui-même le Journal encyclopédique, ainsi que d'autres qu'il avait lancés entre-temps.
Cependant l'audience se tasse à la fin des années 1780, le lectorat étant en premier lieu intéressé par les événements politiques, que le Journal encyclopédique ne couvre qu'à peine.

### Version italienne

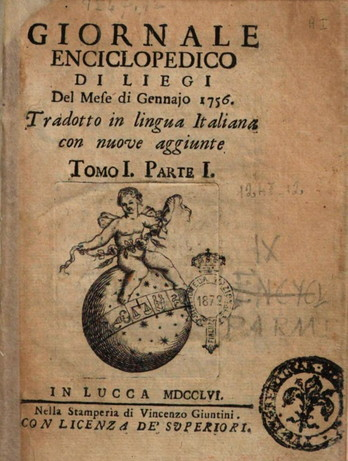
Page de titre du premier numéro du Giornale Enciclopedico di Liegi, janvier 1756

De 1756 à 1759, à l'initiative d'Ottaviano Diodati, paraît à Lucques, en Toscane, une traduction du Journal encyclopédique sous le titre de Giornale enciclopedico di Liegi. 27 volumes paraissent, au rythme de deux fascicules de 96 pages par mois.
Les traductions sont réalisées par Sebastiano Paoli (medico) (it), médecin, Giovanni Attilio Arnolfini (it), économiste et hydraulicien et Carlantonio Giuliani, mathématicien. Il ne s'agit pas d'une reprise littérale du Journal de Liège : sont ajoutés des articles relatifs au commerce ou aux sciences, sont retranchées « des petites choses qui ne sont pas du bon côté de notre nation et qui ne peuvent pas l'intéresser. »
Une grande importance est donnée aux publications qui vulgarisent les découvertes les plus récentes. En sciences, celles de Newton, de James Ferguson ou de Benjamin Franklin. En économie, les théories des Physiocrates sont exposées et discutées.
Sont traduits tous les articles consacrés à l'Encyclopédie ou en provenant, assortis parfois de commentaires, par exemple pour  regretter les « profanations » auxquelles les manifestations religieuses donnent lieu « quand l’esprit de piété n’anime point les fidèles. » Est également présentée la philosophie de Hume, celle de Rousseau en même temps que les objections développées par Giovanni Francesco Salvemini da Castiglione. Sont par contre omis des articles portant sur la querelle opposant Adolf Friedrich von Reinhard (en) à Formey à propos de la philosophie de Pope, ainsi que des vers de Voltaire jugés difficilement audibles pour des oreilles italiennes. Sont ajoutés des articles portant sur la littérature italienne, la description de pays lointains ou la santé publique.

### Concurrence
La concurrence est faible. La Gazette littéraire de l'Europe, à laquelle Voltaire donne également des articles, ne paraît que de 1764 à 1766. De 1774 à 1778, Charles-Joseph Panckoucke fait paraître un Journal de Politique et de Littérature qu'il réunit ensuite au Mercure de France. Quant à L'Année littéraire, de Fréron, elle combat le Journal encyclopédique sur le plan des idées, et non sur un plan commercial.

## Journal encyclopédiqueen ligne
- Les numéros de 1756 à 1782 sur Gallica
- Les numéros de 1783 à 1793: accès via le Gazetier universel
- Dante Lénardon, « Index du Journal encyclopédique, 1756-1793 »
- Giornale enciclopedico di Liegi. no 1, janvier 1756

### Réédition
- Réédition en 76 volumes in-4°, Genève, Slatkine, 1967  (ISBN 0120126109)

### Ouvrages
- (en) Raymond F. Birn, Pierre Rousseau and the 'Philosophes' of Bouillon, Genève, Institut et musée Voltaire, coll. « Studies on Voltaire and the eighteenth century » (no 29), 1964

- Gustave Charlier et Roland Mortier, Une suite de l'Encyclopédie. Le Journal Encyclopédique (1756-1793), Paris, Nizet, 1952[64]
- Henri Francotte, La propagande des encyclopédistes français au pays de Liège (1750-1790), Bruxelles, Hayez, 1880 (lire en ligne)
- Georges Haumont, Roger Pierrot et Julien Cain, Le Journal encyclopédique et la Société typographique : exposition en hommage à Pierre Rousseau (1716-1785) et Charles-Auguste de Weissenbruch (1744-1826), Bouillon, Musée Ducal, 1955
- Jacques Wagner, Lecture et société dans le Journal encyclopédique de Pierre Rousseau (Thèse de doctorat), Clermont-Ferrand, 1987 (présentation en ligne)

### Articles
- Claude Bruneel, « La médecine dans le Journal encyclopédique », dans Françoise Tilkin, L'Encyclopédisme au XVIIIe siècle, Presses Universitaires de Liège, 2008 (ISBN 978-2-87019-296-2, lire en ligne)
- F. Clément, « Pierre Rousseau et les journaux de Bouillon », Annales de l’Institut archéologique du Luxembourg, nos 112-113,‎ 1981-1982, p. 66-114 (lire en ligne)
- Manuel Couvreur, « Les rubriques de faits divers dans le Journal encyclopédique », dans Françoise Tilkin, L'Encyclopédisme au XVIIIe siècle, Presses Universitaires de Liège, 2008 (ISBN 978-2-87019-296-2, lire en ligne)
- Laurence Daubercies, « Pierre Rousseau, des Belles-Lettres parisiennes au Journal encyclopédique : la singulière fortune d’un libraire-philosophe », dans Françoise Tilkin, Trois siècles d’histoire du livre et de la pensée à travers le Fonds Weissenbruch, Bruxelles, Archives Générales du Royaume, coll. « Studia » (no 166), 2021 (lire en ligne)
- Jean-Paul Delva, « Homme ou animal ? L'Orang-Outang dans le Journal Encyclopédique de Pierre Rousseau », Revue belge de Philologie et d'Histoire, vol. 60, no 2,‎ 1982 (lire en ligne)
- Daniel Droixhe, « Voltaire et les débuts du Journal encyclopédique : Une collaboration médiatique sous contrôle », dans Françoise Tilkin, L'Encyclopédisme au XVIIIe siècle, Presses universitaires de Liège, 2008 (ISBN 978-2-87019-296-2, lire en ligne)
- Martine Groult, « Le Journal encyclopédique et la diffusion de l’esprit philosophique », dans Savoir et matières, Pensée scientifique et théorie de la connaissance de l’Encyclopédie à l’Encyclopédie méthodique, Paris, CNRS Éditions, 2019 (ISBN 978-2-271-07195-8, lire en ligne)
- Anonyme, « Journal encyclopédique », Messager des sciences historiques, Gand, imp. Léonard Hebbelynck, vol. 8, no 1845,‎ 1845 (lire en ligne)
- M. J. Küntziger, « Essai historique sur la propagande des encyclopédistes français en Belgique dans la seconde moitié du XVIIIe siècle », Mémoires de l'Académie royale de Belgique, no 30,‎ 1880 (lire en ligne)
- Gérard Laudin, « L’Allemagne littéraire et savante dans le Journal encyclopédique », dans Françoise Tilkin, L'Encyclopédisme au XVIIIe siècle, Presses Universitaires de Liège, 2008 (ISBN 978-2-87019-296-2, lire en ligne)
- Yasmine Marcil, « L’attrait du Journal encyclopédique pour les récits de voyage », dans Françoise Tilkin, L'Encyclopédisme au XVIIIe siècle, Presses Universitaires de Liège, 2008 (ISBN 978-2-87019-296-2, lire en ligne)
- Roland Mortier, « Le Journal encyclopédique, tribune de l’opinion », dans Françoise Tilkin, L'Encyclopédisme au XVIIIe siècle, Presses universitaires de Liège, 2008 (ISBN 978-2-87019-296-2, lire en ligne)
- Pierre Mouriau de Meulenacker, « Les ornements typographiques du Journal encyclopédique », Le Livre & l'estampe, no 163,‎ 2005 (lire en ligne)
- Jacques Wagner, « L'année 1778 dans le Journal encyclopédique », Dix-Huitième Siècle, no 11,‎ 1979 (lire en ligne)
- Jacques Wagner, « Le christianisme dans le Journal encyclopédique entre 1756 et 1785 », Dix-Huitième Siècle, no 34,‎ 2002 (lire en ligne)
- Jacques Wagner, « La modernité dans le Journal encyclopédique de Pierre Rousseau (1756-1786) », Revue d'histoire littéraire de la France, vol. 102, no 4,‎ 2002 (lire en ligne)
- Jacques Wagner, « Diderot dans le Journal encyclopédique de P. Rousseau (1756-1770) : la puissance d’un modèle », Recherches sur Diderot et sur l’Encyclopédie, no 56,‎ 2021 (lire en ligne)
- Nadine Vanwelkenhuyzen, « Il Giornale enciclopedico di Liegi », dans Françoise Tilkin, L'Encyclopédisme au XVIIIe siècle, Presses Universitaires de Liège, 2008 (ISBN 978-2-87019-296-2, lire en ligne) [article en français sur la version italienne du Journal encyclopédique]